# Districte de Burgdorf
El districte de Burgdorf (en francès Berthould) és un dels 26 districtes del Cantó de Berna (Suïssa), té 45783 habitants (cens de 2007) i una superfície de 197 km². El cap del districte és Burgdorf està format per 24 municipis. Es tracta d'un districte amb l'alemany com a llengua oficial.

## Municipis
| Nom                  | Habitants (31. Dez. 2007) | Superfície en km² |
| -------------------- | ------------------------- | ----------------- |
| Aefligen             | 1010                      | 2.1               |
| Alchenstorf          | 565                       | 8.6               |
| Bäriswil             | 1020                      | 2.8               |
| Burgdorf             | 15'049                    | 15.6              |
| Ersigen              | 1480                      | 8.8               |
| Hasle bei Burgdorf   | 3008                      | 21.9              |
| Heimiswil            | 1618                      | 23.4              |
| Hellsau              | 180                       | 1.5               |
| Hindelbank           | 1929                      | 6.7               |
| Höchstetten          | 263                       | 2.6               |
| Kernenried           | 440                       | 3.3               |
| Kirchberg            | 5597                      | 9.0               |
| Koppigen             | 2042                      | 6.9               |
| Krauchthal           | 2284                      | 19.4              |
| Lyssach              | 1407                      | 6.1               |
| Mötschwil            | 136                       | 2.9               |
| Niederösch           | 220                       | 4.6               |
| Oberburg             | 2839                      | 14.1              |
| Oberösch             | 109                       | 2.1               |
| Rüdtligen-Alchenflüh | 2160                      | 2.7               |
| Rumendingen          | 83                        | 2.5               |
| Rüti bei Lyssach     | 145                       | 6.5               |
| Willadingen          | 189                       | 2.2               |
| Wynigen              | 2010                      | 28.3              |
| Total (24)           | 45'783                    | 204.6             |